# Vicia mollis
Vicia mollis — вид квіткових рослин з родини бобових (Fabaceae). Ареал: Іран, Ірак, Ліван, Сирія, Туреччина.

## Середовище
Зустрічається на висотах від 400 до 1430 метрів над рівнем моря. Цей вид зустрічається на сільськогосподарських угіддях та порушених угіддях. Загрози для цього виду залишаються невідомими. Однак, зв'язок із сільськогосподарськими та напівприродними середовищами існування може зробити цей вид вразливим до змін у сільськогосподарському управлінні та інших антропогенних тисків. Випас дикими або свійськими тваринами в цих середовищах існування може становити реальну загрозу для цього виду, оскільки види роду Vicia зазвичай погано реагують на випас. Крім того, східний Середземноморський регіон в цілому перебуває під загрозою генетичної ерозії.